# I've Seen All Good People
I've Seen All Good People è un brano del gruppo musicale inglese di rock progressivo Yes, uscito nel 1971 e contenuto nell'album The Yes Album. Scritta principalmente da Jon Anderson, è una delle canzoni più note della band.

## Struttura e testo
La canzone è suddivisa in due parti: la prima, Your Move, si dice essere ispirata al libro Attraverso lo specchio e quel che Alice vi trovò, di Lewis Carroll, ed è incentrata sul tema degli scacchi.

La seconda parte, All Good People, è un continuo ripetersi del testo "I've seen all good people turn their heads each day so satisfied I'm on my way" sopra un accompagnamento rock, che si conclude in una potente armonia vocale e un tema di organo.

## Curiosità
Nei live degli anni '70, si può vedere il chitarrista Steve Howe che esegue la prima parte (Your move) con la Chitarra portoghese